# Xã Chester, Quận Wayne, Ohio
Xã Chester (tiếng Anh: Chester Township) là một xã thuộc quận Wayne, tiểu bang Ohio, Hoa Kỳ. Năm 2010, dân số của xã này là 3.066 người.